# Flabellopora acutirostris
Flabellopora acutirostris är en mossdjursart som beskrevs av Ferdinand Canu och Ray Smith Bassler 1929. Flabellopora acutirostris ingår i släktet Flabellopora och familjen Biporidae. Inga underarter finns listade i Catalogue of Life.